# Continental AG
Continental AG er en tysk koncern der producerer dæk, bremsesystemer, Elektronisk Stabiliseringsprogrammer og andet tilbehør til auto- og transportindustrien. Firmaet har hovedsæde i Hannover i delstaten Niedersachsen. Det er verdens 4. største producent af dæk efter Bridgestone, Michelin og Goodyear.
Firmaet blev grundlagt i 1871 som gummifabrikant under navnet Continental-Caoutchouc und Gutta-Percha Compagnie.
I 2023 havde Continental ca. 45.000 ansatte, som arbejdede indenfor tre produktområder:
- Automotive ca. 50% af omsætningen. Elektronik til bilproduktion, herunder VW og BMW 
- Dæk           ca. 35% af omsætningen
- ContiTech  ca. 15% af omsætningen. Industrielle produkter - fra rumfart til minedrift
I 2021 besluttede Continentals generalforsamling at udskille Vitesco Technologies, som koncentrerer sig om fremtidens drivlinier indenfor transport.
Eksterne henvisninger
https://www.continental.com//
https://www.vitesco-technologies.com
- Wikimedia Commons har flere filer relateret til Continental AG
- Continentals officielle hjemmeside

| Tyskland | Spire Denne artikel om et firma eller en virksomhed i Tyskland er en spire som bør udbygges. Du er velkommen til at hjælpe Wikipedia ved at udvide den. |

52°23′10″N 9°44′00″Ø / 52.385973°N 9.733415°Ø